# Цибрину (Констанца)
Цибрину (рум. Țibrinu) насеље је у Румунији у округу Констанца у општини Мирча Вода. Oпштина се налази на надморској висини од 20 m.

## Становништво
Према подацима из 2002. године у насељу је живело 123 становника, од којих су сви румунске националности.